# Halmstads Järnverk
Halmstads Järnverks AB var ett stålföretag i Halmstad grundat 1916 i syfte att tillverka stål baserat på skrot. Järnverket slogs 1988 samman med Smedjebacken-Boxholm Stål AB i Fundia AB. Det ingår sedan 1991 som en produktionsenhet inom Höganäs AB.

## Historik
Halmstads Järnverks AB grundades i juli 1916 av direktörerna Pehr Berggren och Fritz Gyllensvärd. Ganska omgående fick man dock problem med strejker och försenade maskinleveranser samtidigt som konjunkturen vände nedåt under kriget. Konkursen var ett faktum 1921. Företaget rekonstruerades och övertogs av Göteborgs Bank. Man började nu tillverka smågöt som kunde färdigvalsas direkt. Anläggningen vid denna tidpunkt av en martinugn, ett omodernt valsverk och ett mindre kallvalsverk. 
I början av 1930-talet övertogs företaget av bland andra Hugo Stenbeck, vars affärsidé var att tillverka framför allt armeringsjärn på basis av importerat skrot. Halmstads Järnverk blev sedermera dotterbolag i Stenbeckskontrollerade Kinnevik. Under efterkrigstiden ökade produktionen avsevärt. År 1950 hade företaget omkring 200 anställda och en omsättning på 15 miljoner kronor. De föråldrade Martinugnarna togs ur drift på 1960-talet och ersattes med elektrostålugnar. I början av 1980-talet låg årsproduktionen på 200 000 ton armeringsjärn.
I samband med omstruktureringen inom svensk stålindustri i början av 1980-talet gick Halmstads järnverk samman med Qvarnshammar och Forsbacka. Det fusionerade företagets omsättning var 1983 629 miljoner kronor och antalet anställda omkring 900. År 1988 gick Halmstads Järnverk samman med Smedjebacken-Boxholm Stål AB och bildade Fundia AB, vilket  i sin tur 1991 gick samman med Norsk Jernverk A/S och finländska Dalsbruk Oy. 
Stålverket i Halmstad såldes samma år till Höganäs AB. Vid järnverket i Halmstad produceras ett råmaterial till järnpulver som sedan vidareförädlas i Höganäs.

## Verkställande direktörer
- 1947-1959: Göran Lindblom
- 1959-1966: Arne Westerberg
- 1967-1978: Erik Malmfors
- 1980-1982: Göran Ahlström
- 1982-1983: Daniel Johannesson
- 1983-1986: Lennart Ahlgren
- 1986-1988: Hans Persson